# Bartlett Joshua Palmer

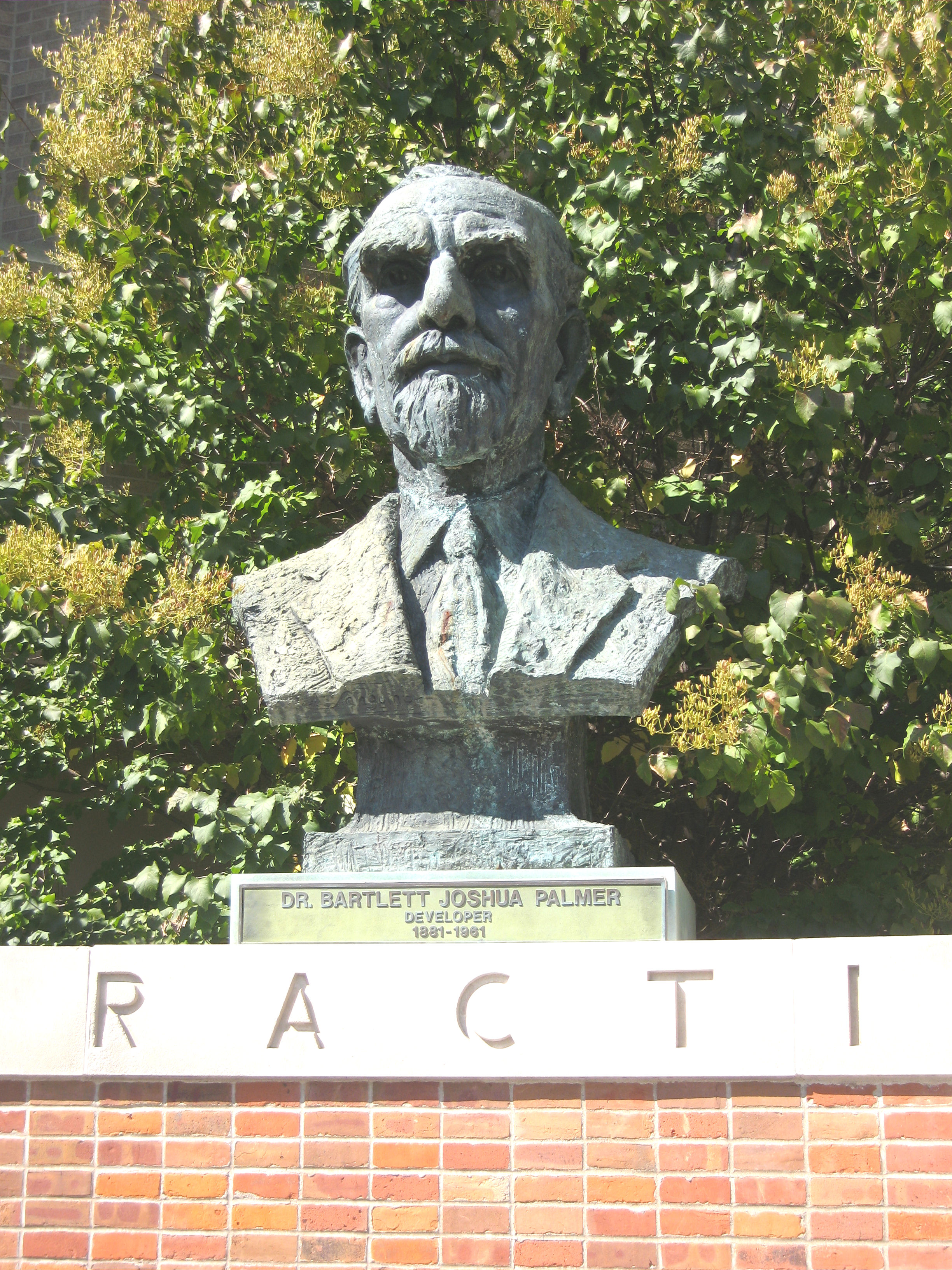
Bartlett Joshua Palmer

Bartlett Joshua Palmer, conhecido como BJ Palmer (10 de setembro de 1881 - 21 de maio de 1961), foi um pioneiro da Quiropráctica ou Quiropraxia. 

## Vida inicial
B.J. era filho de Daniel David Palmer (conhecido como D.D.), o "Fundador" da Quiropraxia. A família Palmer era composta de seis pessoas que residiam nos fundos de um mercado no qual D.D. trabalhava. Em 1885, a esposa de D.D. ficou enferma e faleceu. Após sua morte, D.D. casou-se diversas vezes. Quando D.D. se estabilizou com a nova esposa, ele mudou-se juntamente com sua família para Letts, em Iowa. Lá ele trabalhou como professor e como magnetoterapeuta, posteriormente desenvolvendo as bases da Quiropraxia atual. B.J. desenvolveu um interesse especial pela quiropraxia e, eventualmente, assumiu o controle da escola que seu pai havia fundado em Davenport, estado de Iowa. Como resultado de seu trabalho em desenvolver e promover a profissão, ele ficou conhecido como o "Desenvolvedor" da Quiropraxia.